# قوة المهام الخاصة
قوة المهام الخاصة أو جهاز مكافحة الإرهاب هي مجموعة عسكرية مسلحة ظهرت في 2015 واعتبرها البعض مساندة للجيش الليبي في عملياته في بنغازي ضد المجموعات الإرهابية.
تأسست هذه المجموعة من قبل مدني هو «فرج اقعيم» والذي تحصل لاحقاً على رتبة ملازم من وزير الداخلية، تحت اسم «جهاز مكافحة الإرهاب» وذلك أثناء تولي وزير الداخلية في الحكومة المؤقتة عمر السنكي الوزارة حيث تم منح الشرعية لها تحت اسم «قوة المهام الخاصة ومكافحة الإرهاب» وتم تعديل اسمها من قبل رئيس الحكومة المؤقتة عبد الله الثني إلى «قوة المهام الخاصة».
وحسبما تذكر صحيفة الوسط الإلكترونية الليبية فان مهامها هي (مكافحة التنظيمات الإجرامية المسلحة الخارجة عن القانون وملاحقة الأشخاص المطلوبين والمشتبه في انتمائهم إلي التنظيمات والعصابات الإجرامية المسلحة وجمع المعلومات والتحري ومصادرة الأسلحة والذخائر وإعداد محاضر استدلال بشانها وإبلاغ الجهات الأمنية المختصة والنيابة العامة والمشاركة في تنفيذ الخطط الأمنية التي تقررها وزارة الداخلية ضمن النطاق الإداري لبلدية بنغازي).
منذ ظهور هذه القوة فقد وجهت إليها اتهامات بالفساد المالي وانتهاك حقوق الإنسان إضافة لاعتقال أشخاص من دون أدلة أو اتهامات واضحة. وبالأخص أن آمر هذه الميليشيا «فرج اقعيم» كان آمر «بوابة برسس الأمنية» وهو من أدار «معتقل برسس» الذي يعتبر غير تابع لسلطة الدولة في بلدة برسس شمالي بنغازي.
في 4 يونيو 2016 أصدر وزير الداخلية في الحكومة الليبية المؤقتة اللواء محمد المدني الفاخري قراراً وزارياً بإلغاء قوة المهام الخاصة على أن تؤول جميع ممتلكاتها المنقولة والثابتة إلى وزارة الداخلية، وكذلك إلغاء ندب والمكلفين من الضباط والجنود الملتحقين بها وعودتهم إلى أعمالهم السابقة إضافة لالتحاق المتطوعين بالعمل بها بوزارة الداخلية للنظر في اجراءاتهم.